# Theo Osterkamp
Pour les articles homonymes, voir Osterkamp.
Theodor "Theo" Osterkamp (15 avril 1892, Düren – 2 janvier 1975, Baden-Baden) est un pilote de chasse allemand qui a combattu durant les deux guerres mondiales. Diplômé des Études Forestières, il commence sa carrière aéronautique en s'engageant comme observateur lors de la Première Guerre mondiale mais il découvre sa voie en 1917 en devenant pilote de chasse.

## Biographie
Il commence alors une carrière éblouissante. Il s'octroie 32 victoires confirmés (plus 6 probables), ce qui lui vaut d'être décoré de l'Ordre « Pour le Mérite », la décoration prussienne, puis allemande, la plus prestigieuse.
Le Traité de Paix l'écarte de l'aviation, mais en 1927, il retrouve ses avions comme directeur de la Station d'Hydravions d'Holtenau en attendant de reprendre sa place dans la Luftwaffe en 1933. Il obtient encore 9 victoires à bord de son Messerschmitt 109. À la tête de la Jagdgeschwader 51 durant la bataille d'Angleterre, âgé alors de 48 ans, il remporta 3 nouvelles victoires (plus 4 probables), devenant ainsi une des rares personnes à gagner le titre d'As durant les deux guerres mondiales.
Dans ses mémoires, au même titre d'ailleurs que Ernst Udet, Theo Osterkamp dira qu'il avait été épargné par Georges Guynemer, alors que sa mitrailleuse s'était enrayée.

## Bataille de France et d'Angleterre
Durant la Seconde Guerre mondiale, en tant que chef d'unité, il s'installe, en mai 1940, au Touquet-Paris-Plage, avenue du Golf, à proximité de l'aéroport. Il fait le choix de cette ville pour la qualité de son réseau téléphonique encore intact. Il dispose ses centraux téléphoniques à la villa Le Paddock dont il fait agrandir la salle de réception d'une grande rotonde pour y aménager les standards. Il installe son état-major en face, au Chalet du Bois, toujours avenue du Golf. C'est ainsi que toute la chasse allemande pendant les deux phases de la bataille d'Angleterre sera dirigée de cet endroit.